# Enrico Ferri (criminolog)
Enrico Ferri (1856 – 1929) a fost un criminolog, sociolog și socialist italian discipol al lui Cesare Lombroso.  Spre deosebire de Lombroso, care accentua latura psihologică a minților criminalilor, Ferri s-a axat pe studierea factorilor economici și sociali. 
Ferri a fost autorul cărții devenită clasică în domeniu Sociologia criminalului, apărută în 1884.  Fiind un fervent adept al socialismului, Ferri a fost și unul din editori ziarului Avanti!, ziar socialist al timpului.  Întreaga sa operă a slujit la redactarea codului penal al Argentinei din 1921. 
Argumentele sale, bogat documentate prin studii sociale și economice, în favoarea extinderii prevenirii crimelor în locul pedepsirii acestora, au fost public și practic dezavuate de către dictatorul italian Benito Mussolini după cucerirea puterii de către acesta, deși Mussolini însuși fusese cândva un socialist și editor al aceluiași ziar socialist Avanti. 
Numit campionul pozitivismului, profesor de drept penal la Universitățile din Pisa și Roma.
Opera sa principală poartă titlul de Sociologia Criminală, apărută în anul 1881, completată în 1829,a încorporat un întreg ansamblu de discipline, cum ar fi statistica, știința penitenciară, antropologia criminală și dreptul penal.
Legea saturației criminale a lui Enrico Ferri reprezintă o paralelă a tezelor școlii cartografice. După Ferri, criminalitatea se raportează la condițiile mediului și va oscila după schimbările ce survin în cadrul său.

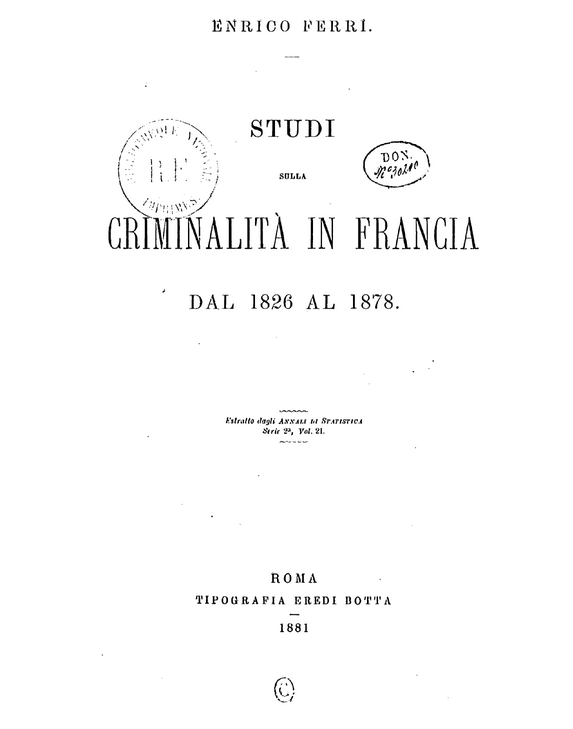
Studi dalla criminalità in Francia dal 1826 al 1878, 1881
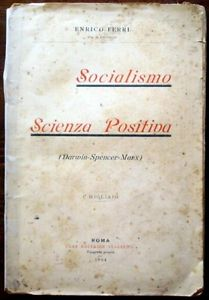
Socialismo e scienza positiva, 1894
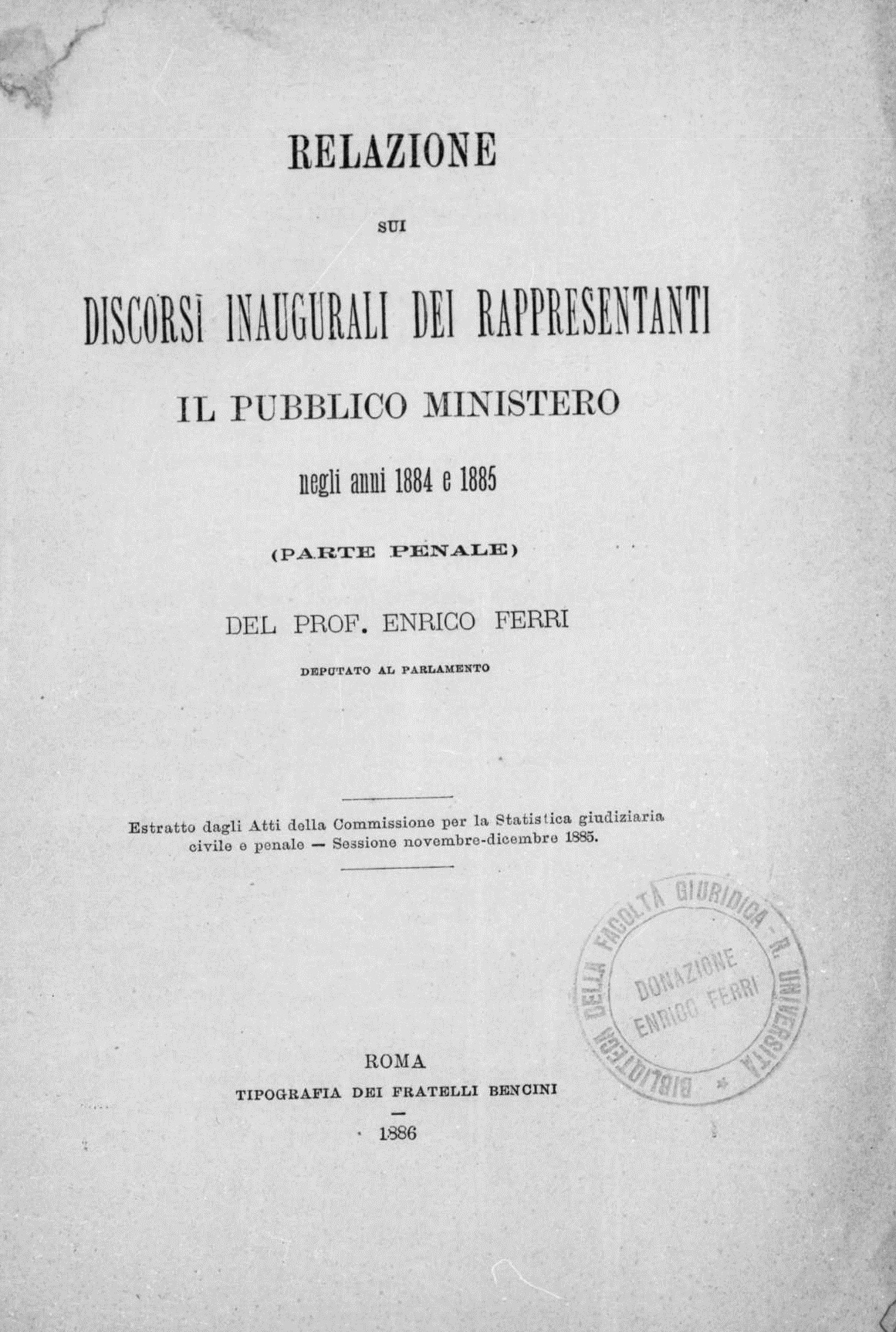
Relazione sui discorsi inaugurali dei rappresentanti il pubblico ministero negli anni 1884 e 1885, 1886
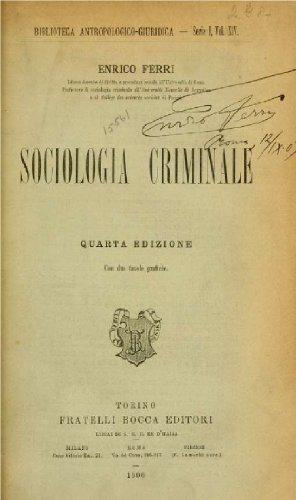
Sociologia criminale, 4th edition, 1906